# Murda Muzik
Murda Muzik – czwarty studyjny album amerykańskiego zespołu hip-hopowego Mobb Deep. Został wydany 27 kwietnia, 1999 roku nakładem wytwórni Loud/Columbia/SME Records. Album ten jest najlepiej sprzedającym się grupy. Sprzedano 1 milion egzemplarzy i zatwierdzono jako platyna.

## Lista utworów
| Nr | Tytuł                  | Producent(ci)           | Wykonawcy                        | Czas |
| -- | ---------------------- | ----------------------- | -------------------------------- | ---- |
| 1  | „Intro”                |                         | Ronald Reagan                    | 0:44 |
| 2  | „Streets Raised Me”    | Havoc                   | Big Noyd, Havoc, Prodigy, Chinky | 4:33 |
| 3  | „What’s Ya Poison”     | Havoc                   | Cormega, Havoc, Prodigy          | 3:45 |
| 4  | „Spread Love”          | Havoc                   | Havoc, Prodigy                   | 4:04 |
| 5  | „Let A Ho Be A Ho”     | Havoc                   | Havoc                            | 3:35 |
| 6  | „I’m Going Out”        | Havoc                   | Havoc, Lil' Cease, Prodigy       | 3:45 |
| 7  | „Allustrious”          | Havoc                   | Havoc, Prodigy                   | 4:09 |
| 8  | „Adrenaline”           | Havoc                   | Havoc, Prodigy                   | 4:42 |
| 9  | „Where Ya From”        | T-mix                   | 8 Ball, Havoc, Prodigy           | 4:02 |
| 10 | „Quiet Storm”          | Havoc                   | Havoc, Prodigy                   | 4:25 |
| 11 | „Where Ya Heart At”    | Havoc                   | Havoc, Prodigy                   | 4:27 |
| 12 | „Noyd Interlude”       |                         | Big Noyd                         | 0:19 |
| 13 | „Can’t Fuck Wit”       | Havoc                   | Havoc, Prodigy, Raekwon          | 4:12 |
| 14 | „Thug Muzik”           | The Alchemist           | Chinky, Infamous Mobb, Prodigy   | 4:34 |
| 15 | „Murda Muzik”          | Havoc                   | Havoc, Prodigy                   | 4:11 |
| 16 | „The Realest”          | The Alchemist           | Havoc, Kool G Rap, Prodigy       | 4:27 |
| 17 | „U.S.A. (Aiight Then)” | Epitome Shamello Buddah | Havoc, Prodigy                   | 4:04 |
| 18 | „It’s Mine”            | Havoc, Prodigy          | Havoc, Nas, Prodigy              | 4:24 |
| 19 | „Quiet Storm (Remix)”  | Havoc                   | Havoc, Lil’ Kim, Prodigy         | 4:04 |

## Sample
Intro
- Zawiera część przemówienia Ronalda Reagana[6]

Adrenaline
- „Ballad Of The Decomposing Man” – Steve Hackett

Where Ya Heart At
- „Fear” – Sade

It’s Mine
- „The Boy Is Mine” – Brandy & Monica
- „Scarface Cues” – Giorgio Moroder

Quiet Storm
- „White Lines (Don’t Do It)” – Melle Mel

## Notowania singli
| Rok  | Utwór         | Notowania         | Notowania             | Notowania      | Notowania |
| Rok  | Utwór         | Billboard Hot 100 | Hot R&B/Hip-Hop Songs | Hot Rap Tracks |           |
| ---- | ------------- | ----------------- | --------------------- | -------------- | --------- |
| 1999 | „It’s Mine”   | –                 | 71                    | 25             |           |
| 1999 | „Quiet Storm” | 106               | 35                    | 17             |           |
| 2000 | „U.S.A.”      | –                 | 95                    | 30             |           |